# Ованес VIII Карбеци
Ованес Яковлевич Карбеци (1762, Оганаван, Эриванское ханство — 25 марта 1842, Вагаршапат, Грузино-Имеретинская губерния) — армянский духовный деятель, Католикос всех армян (1831—1842), настоятель епархии Армянской апостольской церкви в Грузии (1829—1831).

## Награды
- Кавалер ордена Святого Александра Невского эпохи Николая I